# Wolfgang Branoner
Wolfgang Branoner (* 15. April 1956 in Berlin) ist ein deutscher CDU-Politiker, Manager und Berater.

## Leben
Branoner ist seit 1975 Mitglied der CDU. Er war unter anderem von 1985 bis 1990 Bezirksstadtrat für Bau und Wohnungswesen im Bezirk Neukölln, von 1991 bis 1996 Staatssekretär in der Senatsverwaltung für Stadtentwicklung und Umweltschutz und von 1996 bis 1998 Staatssekretär in der Senatsverwaltung für Wirtschaft und Betriebe. Von 1998 bis 2001 hielt er das Amt des Berliner Wirtschaftssenators inne.
Nach seinem Rücktritt als Wirtschaftssenator im Juni 2001 arbeitete Branoner von 2001 bis August 2003 in verschiedenen Vertriebspositionen für die T-Systems International GmbH. Danach wechselte er zur Microsoft Deutschland GmbH, wo er bis Juli 2006 als Director Public Sector und Mitglied der Geschäftsleitung tätig war.  Seit Januar 2007 arbeitet er als Partner bei der Beratungsfirma SNPC in Berlin, seit Juli 2011 als Geschäftsführender Gesellschafter.
Branoner ist diplomierter Verwaltungswirt und Diplom-Kameralist und studierte an der ehemaligen Fachhochschule für Verwaltung und Rechtspflege (heute Hochschule für Wirtschaft und Recht Berlin) sowie an der Verwaltungsakademie Berlin.

## Gremien
Branoner beziehungsweise seine Firma sind Mitglied in zahlreichen Gremien der Berliner Wirtschaft und Wissenschaft. Dazu gehören unter anderem: Vorsitzender des Hochschulrats der Universität der Künste (UdK), Mitglied des Beirats der Einstein-Stiftung Berlin, Förderkreis der Stiftung Zukunft Berlin, Mitglied des Aufsichtsrats der Dussmann Stiftung & Co. Kommanditgesellschaft auf Aktien, Vorstandsmitglied des Bauhaus-Archiv e. V. und Berlin Partner sowie Präsident des Berlin Capital Club.

## Persönliches
Branoner ist verheiratet, hat zwei Kinder aus erster Ehe und lebt in Berlin.